# 美馬牛リバティユースホステル
美馬牛リバティユースホステル（びばうしリバティユースホステル）は、日本ユースホステル協会に加盟しているユースホステル。北海道美瑛町にあり、富良野線の美馬牛駅の駅舎から100mほど東にある。

## 設備
- 個人や小グループに適している
- ゲストルームあり
- 駐車場あり
- 洗濯機あり
- 乾燥機あり
- 荷物預かりあり
- 全室禁煙
- クレジットカード可
- レンタサイクルあり

## 休館
- 4月上 - 下旬、11月中旬 - 12月中旬、（その他臨時休館あり）

## アクセス
- JR富良野線美馬牛駅下車 駅舎と反対側へ徒歩1分
- 旭川空港からバス16分 美瑛駅下車 JR富良野線に乗り換え

## 周辺情報
- 美瑛町立美馬牛小学校 - 三角屋根の塔がある小学校
- 四季彩の丘 - 展望花畑
- 拓真館 - 風景写真家・前田真三のギャラリー
- 吹上温泉 - 東方25km